# Katrin Siska
Katrin Siska, född 10 december 1983 i Tallinn, Estland, är medlem i det estländska tjejgruppen Vanilla Ninja, där hon spelar keyboard.  Hon har tidigare jobbat som modell.